# Lysiphlebus
Genre
Lysiphlebus est un genre de guêpes parasitoïdes de la famille des Braconidae. Sa répartition est quasiment cosmopolite.

## Liste des espèces
Selon GBIF (11 mars 2024) :
- Lysiphlebus alpinus Stary, 1971
- Lysiphlebus balcanicus Stary, 1998
- Lysiphlebus brachycaudi Starý & Tomanovic, 2018
- Lysiphlebus confusus Tremblay & Eady, 1978
- Lysiphlebus desertorum Stary, 1965
- Lysiphlebus dissolutus (Nees, 1811)
- Lysiphlebus distinctus Mackauer, 1960
- Lysiphlebus fabarum (Marshall, 1896)
- Lysiphlebus flavidus Gahan, 1911
- Lysiphlebus fritzmuelleri Mackauer, 1960
- Lysiphlebus frizmuelleri Mackauer, 1960
- Lysiphlebus hirticornis Mackauer, 1960
- Lysiphlebus hirtus Stary, 1985
- Lysiphlebus hispanus Stary, 1973
- Lysiphlebus kerzhneri Davidian, 2013
- Lysiphlebus kipyatkovi Davidian, 2013
- Lysiphlebus knowltoni (Smith, 1944)
- Lysiphlebus koraiensis Stary, 2002
- Lysiphlebus marismortui Mescheloff & Rosen, 1989
- Lysiphlebus melandriicola Stary, 1961
- Lysiphlebus meridionalis Ashmead, 1894
- Lysiphlebus orientalis Starý & Rakhshani, 2010
- Lysiphlebus safavii Stary, 1985
- Lysiphlebus shaanxiensis Chou & Xiang, 1982
- Lysiphlebus testaceipes (Cresson, 1880)
- Lysiphlebus ussuriensis Kiriac, 1979
- Lysiphlebus utahensis (Smith, 1944)
- Lysiphlebus volkli Tomanovic & Kavallieratos, 2018

## Reproduction
Les femelles asexuées de l'espèce Lysiphlebus fabarum sont capables de se reproduire par parthénogenèse thélytoque, ce qui implique une automixie avec fusion centrale.

## Classification
Le nom valide complet (avec auteur) de ce taxon est Lysiphlebus Förster, 1862,.

## Publication originale
- (de) Förster, « Synopsis der Familien und Gattungen der Braconen », Verhandlungen des Naturhistorischen Vereines der Preussischen Rheinlande und Westphalens, Allemagne, vol. 19,‎ 1862, p. 225-288 (lire en ligne, consulté le 11 mars 2024).